# Augosoma centaurus
Augosoma centaurus (Fabricius, 1775) è un coleottero appartenente alla sottofamiglia Dynastinae.

## Descrizione
I maschi di questa specie, sono dotati di un corno cefalico e di un corno toracico, che presenta un'estremità leggermente biforcuta. Essi sono lunghi fino a otto cm e presentano una colorazione delle elitre molto lisce, di color marrone castano mentre la parte inferiore è di una colorazione più vicina al rossiccio con una pubescenza, anch'essa rossiccia-arancione. Le tre paia di zampe sono robuste e di media lunghezza, con quelle anteriori più corte e quelle posteriori più lunghe. Il capo presenta una spatola di setole che l'insetto usa per nutrirsi dei succhi dei vegetali. Come in gran parte delle specie appartenenti alla sottofamiglia Dynastinae, il dimorfismo sessuale è molto marcato in quanto le femmine non presentano corna. 
Augosoma centaurus è l'unico grosso dinastino di tutto il continente africano.

## Ciclo vitale

### Larva
La larva, della classica forma a "C", è simile a quella di altri dinastini di grosse dimensioni però presenta una maggiore pubescenza. Gli spiracoli sono più scuri e rimarcati di quelli delle larve degli altri dinastini. La testa e le zampe della larva sono sclerificate e la testa presenta un robusto paio di mandibole che utilizza per nutrirsi del legno in decomposizione. Lo stadio larvale può durare da 18 mesi a 2 anni, in questo periodo di tempo la larva moltiplica di decine di volte le proprie dimensioni fino ad arrivare a 16 cm di lunghezza. Questo periodo della vita di un augosoma è il più delicato, in quanto le larve, al contrario degli adulti, non possiedono meccanismi di difesa molto efficienti, ma possono sferrare morsi dolorosi che possono rivelarsi dannosi per i piccoli mammiferi. Lo stadio larvale si può suddividere in tre periodi principali: L1, L2 ed L3. Dopo lo stadio L3 la larva si trasforma in pupa, momento in cui assume le caratteristiche fisiologiche tipiche dell'adulto come le corna e le ali.

### Adulto
Gli adulti sfarfallano da aprile a ottobre e, essendo di abitudini notturne sono spesso attratti dalle luci artificiali. Le loro dimensioni sono determinate dalla lunghezza del periodo dello stadio larvale: più esso è lungo più l'adulto sarà di grandi dimensioni. Essi durante il periodo di vita adulta si nutrono raramente, ma più frequentemente consumano tutte le energie accumulate durante lo stadio larvale, nella ricerca di un partner, nonostante possiedano mandibole ben sviluppate. Essendo di grandi dimensioni gli adulti hanno pochi nemici naturali. Tuttavia può essere che un esemplare venga attaccato da qualche predatore (come uccelli e mammiferi) ma possiede anche dei meccanismi difensivi a suo favore. Ad esempio può compiere violenti movimenti con le zampe e con le corna per intimidire l'aggressore o sfregare la parte posteriore delle ali contro l'addome emettendo così un rumore stridente. Tuttavia questa strategie non è sempre funzionante se l'aggressore conosce bene la preda e, in questi casi, Augosoma centaurus può fuggire via volando, grazie alla sua abilità nel volare.

## Distribuzione e habitat
Augosoma centaurus vive nelle foreste tropicali dell'Africa centrale. È l'unico dinastino di grandi dimensioni del continente.